# امیل ابرانی
امیل ابرانی (انگلیسی: Emil Ábrányi; ۲۲ سپتامبر ۱۸۸۲ – ۱۱ فوریهٔ ۱۹۷۰) رهبر (موسیقی)، آهنگساز، و مربی موسیقی اهل مجارستان بود.

## زندگی
او از سال ۱۹۱۱ تا ۱۹۱۹ رهبر ارکستر خانه اپرای سلطنتی مجارستان و از سال ۱۹۱۹ تا ۱۹۲۰ کارگردانی آنجارا عهده‌دار بود. در سال ۱۹۲۱ مدیر تئاتر شهرداری بوداپست شد و تا سال ۱۹۲۶ در آنجا ماند. سالها در بوداپست به تدریس رهبری موسیقی پرداخت. او در طول زندگی خود دوازده اپرا ساخت که تنها شش اپرا به صورت حرفه ای اجرا شده است. او نوه آهنگساز کورنل ابرانی بود.